# Robert Fraser (Kunsthändler)

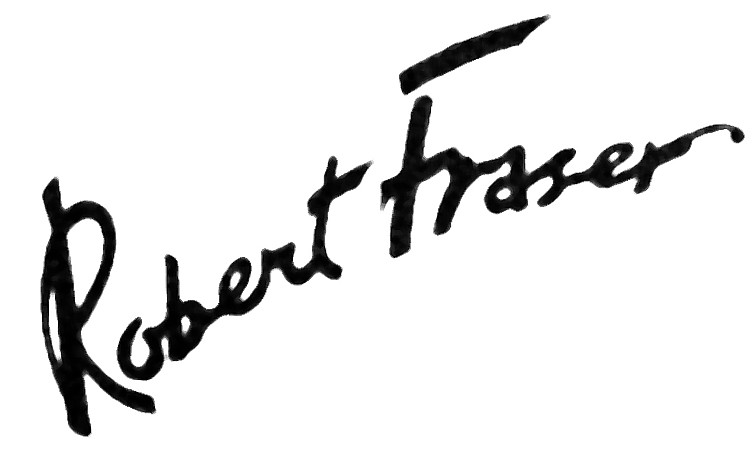
Logo von Frasers Galerie in der Cork Street (1985)

Robert Fraser (* 13. August 1937; † 27. Januar 1986) war ein britischer Kunsthändler und in den 1960er Jahren ein bekannter Pop-Art-Galerist der Swinging Sixties.

## Leben
Robert Fraser war der Sohn von Lionel Fraser, einem wohlhabenden Bankier, dessen Vater noch als Butler für Harry Gordon Selfridge gearbeitet hat, dem Gründer der Londoner Kaufhauskette Selfridges. Lionel Fraser war hochgeachtet, ihm wurde 1945 von König Georg VI. eine zivile Auszeichnung verliehen.
Robert Fraser hatte zwei ältere Geschwister, Janet, die im jungen Erwachsenenalter verstarb, und Nicholas. Sie wuchsen in einer privilegierten Umgebung auf. Ihre Mutter Cynthia war eine Anhängerin der Christian Science, einer Lehre aus dem 19. Jahrhundert über geistiges Heilen. Als Jugendliche besuchten Nicholas und Robert zunächst eine Christian-Science-Schule, später gingen beide auf das Eton College. Fraser scheint sich dort eine gewisse elitäre Attitüde angeeignet zu haben, die er auch später noch pflegte, obwohl er Traditionen eigentlich ablehnte. In Eton war er dem Sport abgeneigt, der Kunst hingegen zugeneigt. Er wurde sich dort auch seiner Homosexualität bewusst.
Nach seinem Abschluss in Eton reiste Fraser 1955 nach Uganda, wo er bei den King’s African Rifles diente. 1958 zog es ihn in die Vereinigten Staaten, wo er einige Jahre in New York City und Los Angeles verbrachte und wichtige Leute aus der Kunstszene kennenlernte. Er freundete sich mit Künstlern an wie Jim Dine, Richard Hamilton, Dennis Hopper, Ellsworth Kelly und Jack Youngerman. Der Kunsthistoriker John Richardson beschrieb ihn in dieser Zeit als „attraktiv, eher glamourös, nicht ganz vertrauenswürdig, aufstrebend, sehr elegant, unterhaltsam, ein wenig geheimnisvoll.“ Bald sollte er den Spitznamen „Groovy Bob“ erhalten.

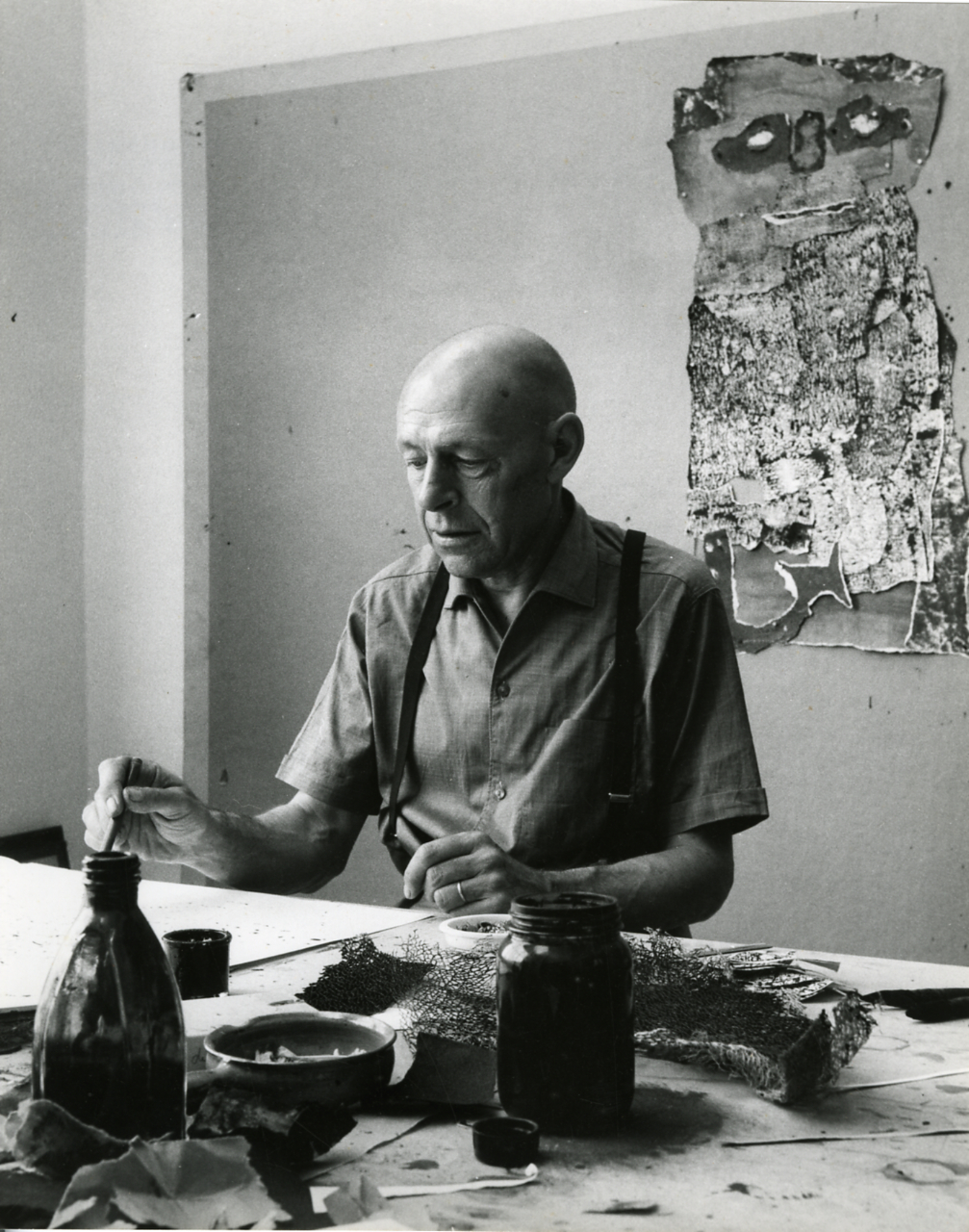
Jean Dubuffet, 1960

Nach seiner Rückkehr nach England eröffnete er 1962 im Alter von 25 Jahren seine erste Galerie mit einer Ausstellung von Zeichnungen des französischen Künstlers Jean Dubuffet, dessen Graffiti-inspirierte Bilder die Londoner Kunstszene beeindruckten. Fraser wohnte im Londoner Stadtteil Mayfair. Seine Galerie befand sich in der Duke Street im benachbarten Marylebone nahe dem Grosvenor Square. Hier präsentierte er in den Folgejahren Arbeiten von Künstlern wie Richard Lindner, Henri Michaux, Robert Rauschenberg, Cy Twombly, Eduardo Paolozzi, Bruce Conner, Hans Bellmer, Bridget Riley, Horia Damian, Jim Dine und Andy Warhol. Unterbrochen wurden diese Ausstellungen von Partys, Eskapaden und Drogenorgien. Fraser war in den 1960er Jahren häufig angetrunken oder stand unter Drogen.
Ende 1966 wurde die Ausstellung von Jim Dines Werken in Frasers Galerie wegen öffentlicher Zurschaustellung von obszönem Material verboten. Zusammen mit den Ausstellungskatalogen beschlagnahmte die Polizei 21 von Dines Zeichnungen, von denen einige ausgewählte Zonen des menschlichen Körpers zeigten. Ein Gericht beurteilte später die Ausstellung, nicht aber die beschlagnahmten Kunstwerke, als anstößig und verhängte gegen Fraser eine Geldbuße.

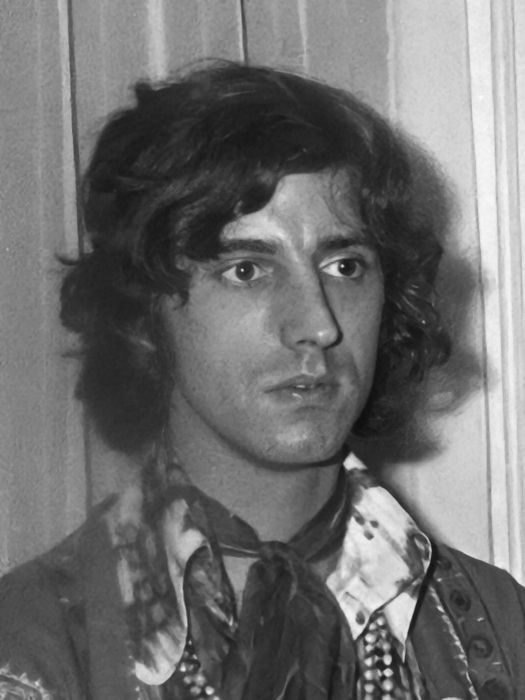
Michael Cooper, 1967

Im Frühjahr 1967 war er als Art Director maßgeblich an der Konzeption des Sgt.-Pepper’s-Lonely-Hearts-Club-Band-Covers der Band The Beatles beteiligt. Zusammen mit Pop-Art-Künstler Peter Blake und dessen Frau Jann Haworth entwarf er das Gruppenbild mit den Beatles in bunten Fantasie-Uniformen, umringt von insgesamt 70 abgebildeten Persönlichkeiten aus aller Welt. Der Fotograf war Michael Cooper, der Arrangeur war Al Vandenberg. Die Fotosession fand am 30. März 1967 in den Londoner Chelsea Manor Studios von Michael Cooper statt.
Name und Logo der Beatles-Firma Apple Corps gehen auch auf Robert Fraser zurück. Paul McCartney wurde Mitte der 1960er Jahre auf die Werke des belgischen Surrealisten René Magritte aufmerksam und beauftragte Fraser, ihm ein Werk von Magritte zu besorgen. Fraser brachte ihm das Bild Le Jeu de Mourre (dt. Das Morra-Spiel), auf dem ein Apfel mit der Aufschrift Au revoir abgebildet ist. Dieser Apfel inspirierte später Namensgebung und Logogestaltung des 1968 gegründeten Unternehmens. Fraser hatte 1966 Paul McCartney persönlich kennengelernt und war seit Mitte der 1960er Jahre mit den Mitgliedern der Beatles und der Rolling Stones freundschaftlich verbunden.
Fraser war wie sein marokkanischer Diener Mohammed Jujuj einer der Anwesenden in Keith Richards Haus Redlands in Sussex, als am späten Nachmittag des 12. Februar 1967 die Polizei dort eine Drogenrazzia durchführte, die zu Anklagen aufgrund des Dangerous Drugs Act gegen Keith Richards, Mick Jagger und Fraser selbst führte. Der Fotograf Michael Cooper, der Antiquitätenhändler Christopher Gibbs und Jaggers damalige Freundin Marianne Faithfull waren bei der Razzia ebenfalls anwesend. George Harrison hatte vor Eintreffen der Polizei zusammen mit seiner Freundin Pattie Boyd das Haus verlassen. Am 29. Juni 1967 wurde Jagger zu drei Monaten und Fraser zu sechs Monaten Gefängnis wegen Drogenbesitzes verurteilt. Richards erhielt eine Haftstrafe von einem Jahr wegen Duldung von Drogenkonsum in seinem Haus. Im August wurden die Haftstrafen gegen Jagger und Richards in einem Berufungsverfahren aufgehoben. Fraser dagegen, bei dem im Rahmen der Razzia auch Heroin entdeckt worden war, musste vier der sechs Monate im Gefängnis verbringen.

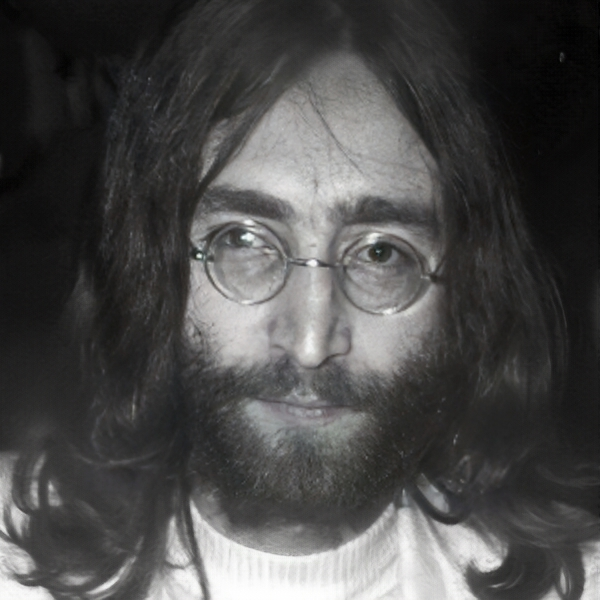
John Lennon, 1969

Nachdem Fraser 1968 einige seiner Gläubiger nicht bezahlt hatte, geriet seine Galerie kurzzeitig unter Zwangsverwaltung. In dieser Zeit präsentierte seine Galerie Werke von Clive Barker, Patrick Caulfield und unter dem Slogan You Are Here die erste gemeinsame Schau von John Lennon und Yoko Ono. Die damals noch unbekannten Performancekünstler Gilbert & George hatten bei Fraser einen ihrer ersten Auftritte. Die letzten Ausstellungen in seiner Galerie mit Werken von Peter Blake und amerikanischen Pop-Art-Künstlern, darunter Jann Haworth, fanden Mitte 1969 statt.

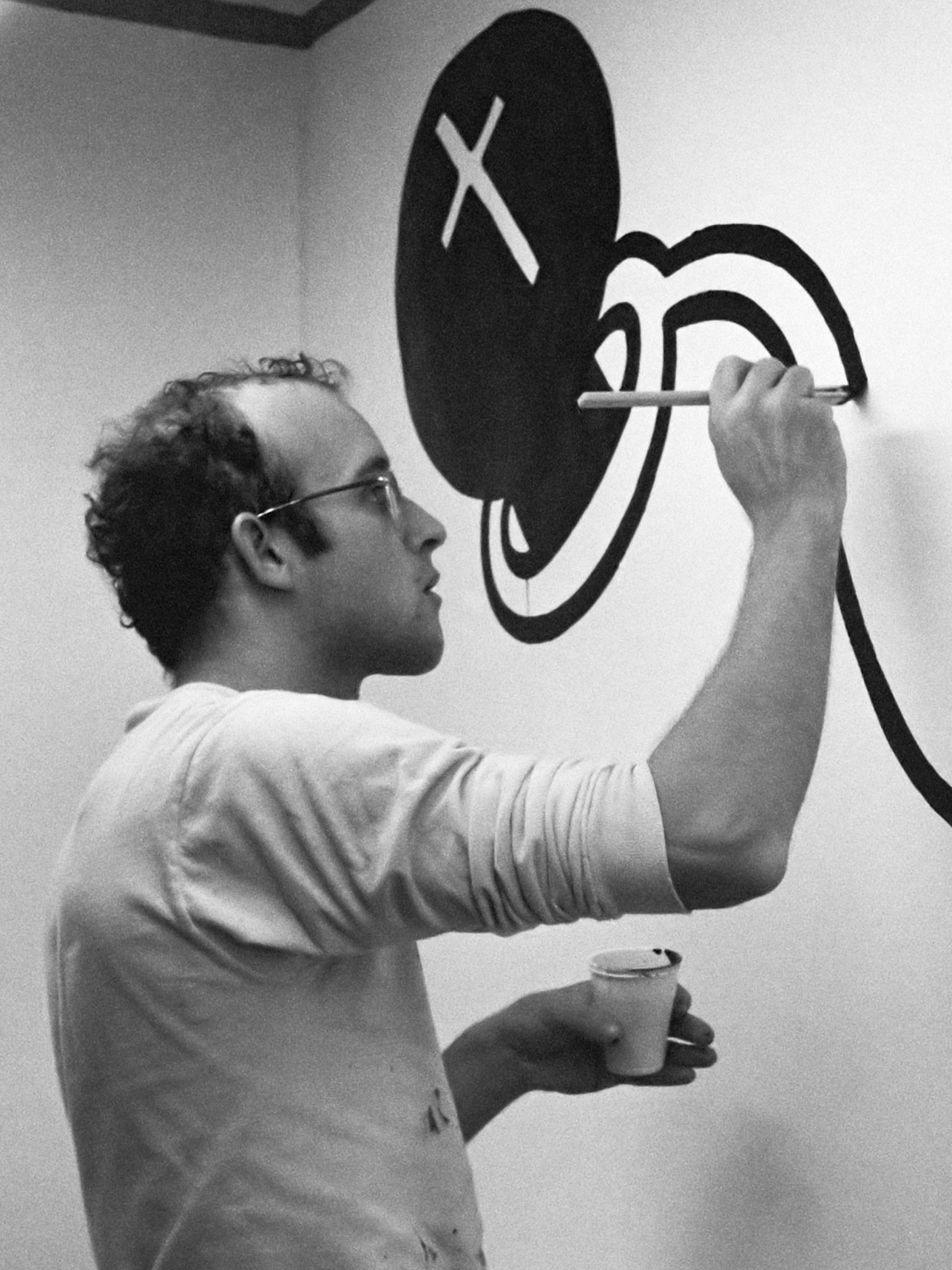
Keith Haring, 1986

Frazer begann sich für tantrische Lehre und Kunst zu interessieren. Er verließ England und verbrachte die frühen 1970er Jahren in Indien, wandte sich dann einige Jahre später wieder dem Kunsthandel zu und hielt sich in New York auf. 1983 eröffnete er in der Cork Street in Mayfair wieder eine Londoner Galerie mit einer Schau von Brian Clarke. Es folgten Ausstellungen von jungen New Yorker Künstlern wie Keith Haring, Jean-Michel Basquiat und Donald Baechler.
Die Galerie von Fraser war auch eines der Ziele der Grey Organisation, als diese im Mai 1985 die Schaufenster einiger namhafter Galerien in der Cork Street mit grauer Farbe bespritzte. Das Künstlerkollektiv wollte damit gegen die Macht traditioneller und konservativer Institutionen protestieren und die Aufmerksamkeit auf Kunstschaffende lenken, die außerhalb des Kunstestablishments tätig sind. Die Täter wurden wegen Sachbeschädigung festgenommen, aber bald wieder ohne Anklageerhebung freigelassen.
Fraser war auch in den 1980er Jahren Drogen und Sex sehr zugeneigt. 1985 wurde bei ihm AIDS diagnostiziert. Ein Jahr später erlag er der Krankheit.
2015 würdigte Pace London, eine Filiale der New Yorker Pace Gallery, Robert Fraser in der Ausstellung A Strong, Sweet Smell of Incense.

## Veröffentlichungen  als Herausgeber
- Richard Lindner. Robert Fraser Gallery, London 1962.
- Henri Michaux. Robert Fraser Gallery, London 1963.
- Eduardo Paolozzi: A Selection of Works From 1963–66. Robert Fraser Gallery, London 1963.
- Jim Dine. Recent Paintings. Robert Fraser Gallery, London 1965.
- Clive Barker: Recent works. Robert Fraser Gallery, London 1968.
- Brian Clarke: Paintings. Robert Fraser Gallery, London 1983.